# Reprezentacja Litwy na Mistrzostwach Świata w Narciarstwie Klasycznym 2005
Reprezentacja Litwy na Mistrzostwach Świata w Narciarstwie Klasycznym 2005 w Oberstdorfie liczyła dwoje zawodników - jednego biegacza i jedną biegaczkę narciarską.

## Wyniki

### Biegi narciarskie

#### Mężczyźni
Sprint
- Aleksei Novoselki - 62. miejsce

15 km stylem dowolnym
- Aleksei Novoselki - 75. miejsce

Bieg pościgowy 2x15 km
- Aleksei Novoselki - nie ukończył

#### Kobiety
Sprint
- Irina Terentjeva - 54. miejsce

10 km stylem dowolnym
- Irina Terentjeva - 39. miejsce

Bieg pościgowy 2x7,5 km
- Irina Terentjeva - 46. miejsce